# Bahrija Nuri Hadžić
Bahrija Nuri Hadžić (Sarajevo, 4. ožujka 1904. – Beograd, 24. listopada 1993.), bila je bošnjačka operna pjevačica poznata međunarodno. Pjevala je glas sopran, a poznata je i po tome što je kćerka bosanskohercegovačkoga i bošnjačkoga književnika Osmana Nuri Hadžića.

## Životopis
Bahrija Nuri Hadžić ranu mladost i djetinjstvo provela je u Mostaru, u dobrostojećoj i veoma obrazovanoj obitelji. Nakon uobičajenog muslimanskog osnovnog obrazovanja u Sarajevu nastavlja školovanje kod redovnicā, a usporedo s tim roditelji su joj, s obzirom na interes za glazbu, osigurali i sate klavira i violine. Postavši svjestan da u Mostaru Bahrija neće dobiti adekvatno obrazovanje, otac Osman odlučuje da se obitelj preseli u Beograd. Tu stječe glavno glazbeno obrazovanje nakon što se upiše u Srpsku muzičku školu (danas Mokranjac), gdje nastavlja učenje glasovira. Profesorica pjevanja Ivanka Milojević ju uzima u svoju klasu i uskoro obavještava roditelje da se radi o vanserijskom talentu koji treba nastaviti školovanje u nekom od najboljih središta. 1923. godine polaže prijemni ispit na Glazbenoj akademiji u Beču, gdje je studirala pjevanje kod čuvenog profesora Thea Lierhammera na Državnoj visokoj akademiji za glazbu i umjetnost (narednih pet godina). Kasnije, tijekom karijere, povremeno su i radili zajedno.
| „                                  | Sa Bahrijom Nuri Hadžić Beogradska opera je doživljavala svoje prve zvezdane trenutke i ostvarila neke od najvećih dometa u svojoj istoriji. | ” |
| — Mirka Pavlović, Beogradska opera | |   |

Po završetku školovanja od mnogih ponuda Nuri Hadžićeva se opredjeljuje za operu u Bernu (Švicarska), gdje u periodu od 1928. do 1931. godine ostvaruje 40-ak vodećih opernih uloga koje su joj donijele pozive za niz gostovanja na raznim opernim pozornicama Europe. Za to vrijeme je otpjevala veliki broj uloga; od toga su 23 bile premijere ili premijerne obnove. Tada je po prvi put pjevala Straussovu Salome, ulogu koja se smatra njenim najvišim umjetničkim dometom, ali i najboljim tumačenjem Salome uopće. I sam skladatelj Richard Strauss je izjavio da je bila najbolja i najljepša Salome ikada. Igrala je i lik Lulu u istoimenoj operi austrijskog skladatelja Albana Berga, i to u praizvedbi opere u Zürichu 1937. godine. Po nagovoru srpskog skladatelja i dirigenta Stevana Hristića (1885. – 1958.) prihvaća angažman u Beogradu i od 1931. do 1960. godine biva prvakinjom Beogradske opere.
Preminula je u Beogradu 24. listopada 1993. godine. Njeni kremirani posmrtni ostatci sahranjeni su u Aleji velikana na Novom groblju u Beogradu.

## Djelo
Kao sopranistica koju je krasila raskošna glasovna ljepota, odlična vokalna tehnika, velika dramska sugestivnost te scenska izražajnost, ostvarila je na opernim scenama Europe i bivše Jugoslavije uloge najrazličitijih karaktera. Neke od njih su:
- Aida (Aida, Giuseppe Verdi)
- Leonora (Il trovatore, Giuseppe Verdi)
- Manon (Il trovatore, Jules Massenet)
- Charlotte (Werther, Jules Massenet)
- Salome (Salome, Richard Strauss)
- Minnie (La fanciulla del West, Giacomo Puccini)
- Jenůfa (Jenůfa, Leoš Janáček)
- Koštana (Koštana, Petar Konjović)[2]

Uspješno se bavila koncertnom djelatnosću, a za izvanredna umjetnička dostignuća beogradska sredina odužila joj se tek 1988. godine, jedinim priznanjem – Sedmojulskom nagradom. Starije generacije Mostaraca pamte njen nastup u ožujku 1941. godine u Mostaru. Tada je nastupila u programu Muslimanske narodne biblioteke, a zahvalna mostarska publika s oduševljenjem ju je pozdravila i ispratila.

#### Lulu
Najveći umjetnički doživljaj u karijeri Bahrije Nuri Hadžić bila je svjetska praizvedba Lulu austrijskog skladatelja Albana Berga (1885. – 1935.), opere čiji je libreto nastao prema tragedijama Duh zemlje, Pandorina kutija i Lulu njemačkoga književnika Franka Wedekinda (1864. – 1918.). Svjetska praizvedba tada nedovršene opere Lulu dogodila se u utorak 2. travnja 1937. godine u Zürichu (u Zürcher Stadttheateru) na kulturnoj manifestaciji „Zürcher Juni Festspiele” (doslovno: „Ciriške lipanjske festivalske igre”), a naslovnu rolu tumačila je Bahrija Nuri Hadžić, koju je Alban Berg, vidjevši ju ranije u Salomi, poželio za nositelja glavne uloge u svojoj operi.
Sjećajući se tog nastupa 1937. godine u Zürichu pred najbiranijom svjetskom umjetničkom elitom, Bahrija Nuri Hadžić je izjavila: „Bio je to svakako jedan veliki poduhvat i moj najveći umjetnički doživljaj. Na toj premijeri našli su se svi vrhunski umjetnici iz cijelog svijeta: Darius Milhaud, William Steinberg, Pietro Mascagni, Thomas Mann, Conrad Beck, supruge Wedekinda i kompozitora Berga. A ja sam tada imala samo 33 godine i sreću da sve to doživim.”
Osvrti i kritike na premijeru Lulu bili su sjajni, a među kritičarima pojavili su se i čuveni austrijski muzikolog Willi Reich (1898. – 1980.) te francuski skladatelj Darius Milhaud (1892. – 1974.), koji su svoje osvrte napisali za bečki i pariški radio. Kritičar lista Berner Tagwacht primijetio je o Hadžićevoj Lulu i ovo: „Nuri Hadžićeva je sa sigurnošću kao u transu ostvarila prvu Lulu koja će zauvijek ostati kao uzor.” Ova njena kreacija se do današnjih dana spominje kao izuzetna, tako da fotografije Nuri Hadžićeve i odlomci iz blistavih kritika prate i najnovije premijere ove opere (u Parizu, Londonu, Frankfurtu, Beču, Zürichu itd.).
Nakon 1937. godine Lulu je doživjela bezbroj izvođenja, što opernih to i dramskih. Tako je i mostarsko Narodno pozorište postavilo ovo djelo na svoj repertoar 1990. godine (premijera 22. studenoga 1990.) u režiji Branka Brezovca, a izvedeno je kao Total Recall uz suradnju s mostarskim Simfonijskim orkestrom, zborom Abrašević i Pozorištem lutaka. Bio je to veoma zanimljiv i kompleksan glazbeno-teatarski poduhvat zamišljen i kao hommage (posveta, aluzija, imitacija) Bahriji Nuri Hadžić, prvoj opernoj divi iz Bosne i Hercegovine te Mostarki, kako je govorila za sebe, koja je djelovala na glazbenim scenama Europe i bivše Jugoslavije. Mnogo će vremena proći do trenutka kada će, tek nakon Drugoga svjetskog rata, Mostarke Ana Ivanišević, Blaženka Cigić Milić te u novije vrijeme i Amila Bakšić – poći njenim stopama.

#### Salome
Nuri Hadžićeva je također smatrana i za nenadmašnu Salome u operi njemačkog skladatelja Richarda Straussa (1864. – 1949.). Kada je pjevala pod njegovom dirigentskom palicom prilikom proslave njegova 75. rođendana 1939. godine u Zürichu, skladatelj je rekao kako je to Salome koju je čekao 35 godina. Također je izjavio da je bila najbolja i najljepša Salome ikada.

## Vanjske povezice
- Bahrija Nuri Hadžić